# 나가시마 아키히사
나가시마 아키히사(일본어: 長島昭久)는 일본의 정치인이다. 자유민주당 소속 중의원(6선) 의원이다.